# Smiles-omlegging
De Smiles-omlegging is een intramoleculaire omleggingsreactie. Bij de omlegging treedt een nucleofiele aromatische substitutie op:
In het algemeen reactieschema staat X voor een functionele groep die in staat is een negatieve lading over te dragen, zoals een sulfon, een thio-ether of een ether. De terminale functionele groep Y is in staat om als (sterk) nucleofiel op te treden, zoals een alcohol, een amine of een thiol. Net zoals bij alle nucleofiele aromatische substituties vereist ook de Smiles-omlegging een door een elektronenzuigende groep geactiveerd aromaat (op de ortho-positie). Ook bepaalde heteroatomen, zoals stikstof en zwavel, op de ortho- of para-positie kunnen als activerende elementen optreden.
De omlegging is vernoemd naar de scheikundige Samuel Smiles.